# Film de survie
Pour les articles homonymes, voir Survie et Survival.
Le film de survie, également désigné par l'anglicisme survival, est un genre cinématographique dans lequel un ou plusieurs personnages font des efforts physiques pour survivre. Ce genre est souvent superposé à d'autres genres tels que la science-fiction, le fantastique ou l'horreur et est un sous-genre du film d'aventures. Les films de survie sont plus sombres que la plupart des films d'aventure et ont souvent pour cadre une nature inhospitalière où les personnages se heurtent à des éléments ou à d'autres personnages hostiles.

## Liste non exhaustive de films de survie
| Film                                                           | Année |
| -------------------------------------------------------------- | ----- |
| 127 Heures                                                     | 2010  |
| 28 Jours plus tard                                             | 2002  |
| 28 Semaines plus tard                                          | 2007  |
| À bout de souffle                                              | 2023  |
| All Is Lost                                                    | 2013  |
| Apocalypto                                                     | 2006  |
| Apollo 13                                                      | 1995  |
| Arctic                                                         | 2018  |
| Au cœur de l'océan                                             | 2015  |
| Battle Royale                                                  | 2000  |
| Buried                                                         | 2010  |
| Capitaine Phillips                                             | 2013  |
| Le Convoi sauvage                                              | 1971  |
| Délivrance                                                     | 1972  |
| Du sang et des larmes                                          | 2013  |
| Duel dans le Pacifique                                         | 1968  |
| Dunkerque                                                      | 2017  |
| Everest                                                        | 2015  |
| Flow                                                           | 2024  |
| Gravity                                                        | 2013  |
| Hijacking                                                      | 2012  |
| Ils                                                            | 2006  |
| Instinct de survie                                             | 2016  |
| Into the Wild                                                  | 2007  |
| Je suis une légende                                            | 2007  |
| Jeremiah Johnson                                               | 1972  |
| Jungle                                                         | 2017  |
| L'Aventure du Poséidon                                         | 1972  |
| L'Évadé d'Alcatraz                                             | 1979  |
| L'Odyssée de Pi                                                | 2012  |
| L'Ours                                                         | 1988  |
| La Bombe                                                       | 1965  |
| La Dernière Piste                                              | 2010  |
| La Guerre des mondes                                           | 2005  |
| La Guerre du feu                                               | 1981  |
| La Montagne entre nous                                         | 2017  |
| La Mort suspendue                                              | 2003  |
| La Piste Fatale                                                | 1953  |
| La Planète des singes                                          | 1968  |
| La Proie Nue                                                   | 1966  |
| La Route                                                       | 2009  |
| La Traque                                                      | 1975  |
| Le Chemin de la liberté                                        | 2002  |
| Le Dernier Rivage                                              | 1959  |
| Le Monde, la Chair et le Diable                                | 1959  |
| Le Survivant                                                   | 1971  |
| Le Territoire des loups                                        | 2011  |
| Le Vol du Phœnix                                               | 1965  |
| Les Chemins de la liberté                                      | 2010  |
| Les Naufragés de l'espace                                      | 1969  |
| Les Robinsons des mers du Sud                                  | 1960  |
| Les Sables du Kalahari                                         | 1965  |
| Les Survivants                                                 | 1993  |
| Les 33                                                         | 2015  |
| Lifeboat                                                       | 1944  |
| Malevil                                                        | 1981  |
| New York ne répond plus                                        | 1975  |
| Open Water : En eaux profondes                                 | 2003  |
| Panique année zéro                                             | 1962  |
| Personne n'attend la nuit                                      | 2015  |
| Pour que les autres vivent                                     | 1957  |
| Prometheus                                                     | 2012  |
| Rescue Dawn                                                    | 2006  |
| Robinson Crusoé                                                | 1954  |
| Robinson Crusoé                                                | 2003  |
| Robinson Crusoé sur Mars                                       | 1964  |
| Sanctum                                                        | 2011  |
| Sans retour                                                    | 1981  |
| Seul au monde                                                  | 2000  |
| Seul sur Mars                                                  | 2015  |
| Soleil vert                                                    | 1973  |
| Stranded: I've Come from a Plane that Crashed in the Mountains | 2007  |
| Sunshine                                                       | 2007  |
| Survival Quest                                                 | 1989  |
| Survivre                                                       | 2012  |
| Teenage Cave Man                                               | 1958  |
| The Impossible                                                 | 2012  |
| The Revenant                                                   | 2015  |
| The Snow Walker                                                | 2003  |
| Walkabout                                                      | 1971  |
| World War Z                                                    | 2013  |